# Đuro Đaković (Unternehmen)
Đuro Đaković ist ein Industrieunternehmen aus der kroatischen Stadt Slavonski Brod.

## Geschichte
1923 gründete der Holz- und Möbelfabrikant Aleksandar Ehrmann mit Hilfe von Fremdkapital die Wagon-, Maschinen- und Brückenfabrik Slawonski Brod, die als einziger Lokomotivhersteller Jugoslawiens zum Hauptlieferanten der jugoslawischen Staatsbahnen wurde.
Das Unternehmen war trotz schwerer Beschädigungen während des Zweiten Weltkriegs in Jugoslawien im Bereich Lokomotivbau führend.
Im Zweiten Weltkrieg wurde im Auftrag der deutschen Besatzungsmacht eine Lokomotivproduktionshalle abgebaut und in Wiener Neustadt am Gelände der Raxwerke, der früheren Wiener Neustädter Lokomotivfabrik, aufgebaut. 2006 befand sich die Halle nach wie vor an diesem Standort.
1947 wurde Ehrmann als Klassenfeind enteignet und das Unternehmen nach dem ehemaligen Führer des Bunds der Kommunisten Jugoslawiens in Đuro Đaković Industrija šinskih vozila, industrijskih i energetskih postrojenja i čeličnih konstrukcija Slavonski Brod umbenannt.
In der Literatur wird das Unternehmen häufig auch nach seinem Standort bloß Slavonski Brod (deutsch Slawonisch Brod) bezeichnet.
Der Bereich TEP (Dampfkesselbau) gehört heute zur EMAljans.

## Produkte
Neben der Produktion von Lokomotiven stellt Đuro Đaković Panzer, Güterwaggons, Minenräumfahrzeuge sowie verschiedene Baufahrzeuge her, so stammt beispielsweise das T-72-Derivat M-84 von diesem Hersteller.
Besonders bekannte Produkte sind die gemeinsam mit Ganz gebauten Dieseltriebwagen der jugoslawischen Baureihe 499 sowie die später nach Portugal verkauften Dieseltriebwagen der jugoslawischen Baureihe 802.
Erwähnenswert ist auch die Baureihe 740 der Jugoslawischen Staatsbahnen, von der nach der Stilllegung der jugoslawischen Schmalspurbahnen bis heute einige Exemplare in Österreich im Einsatz stehen.

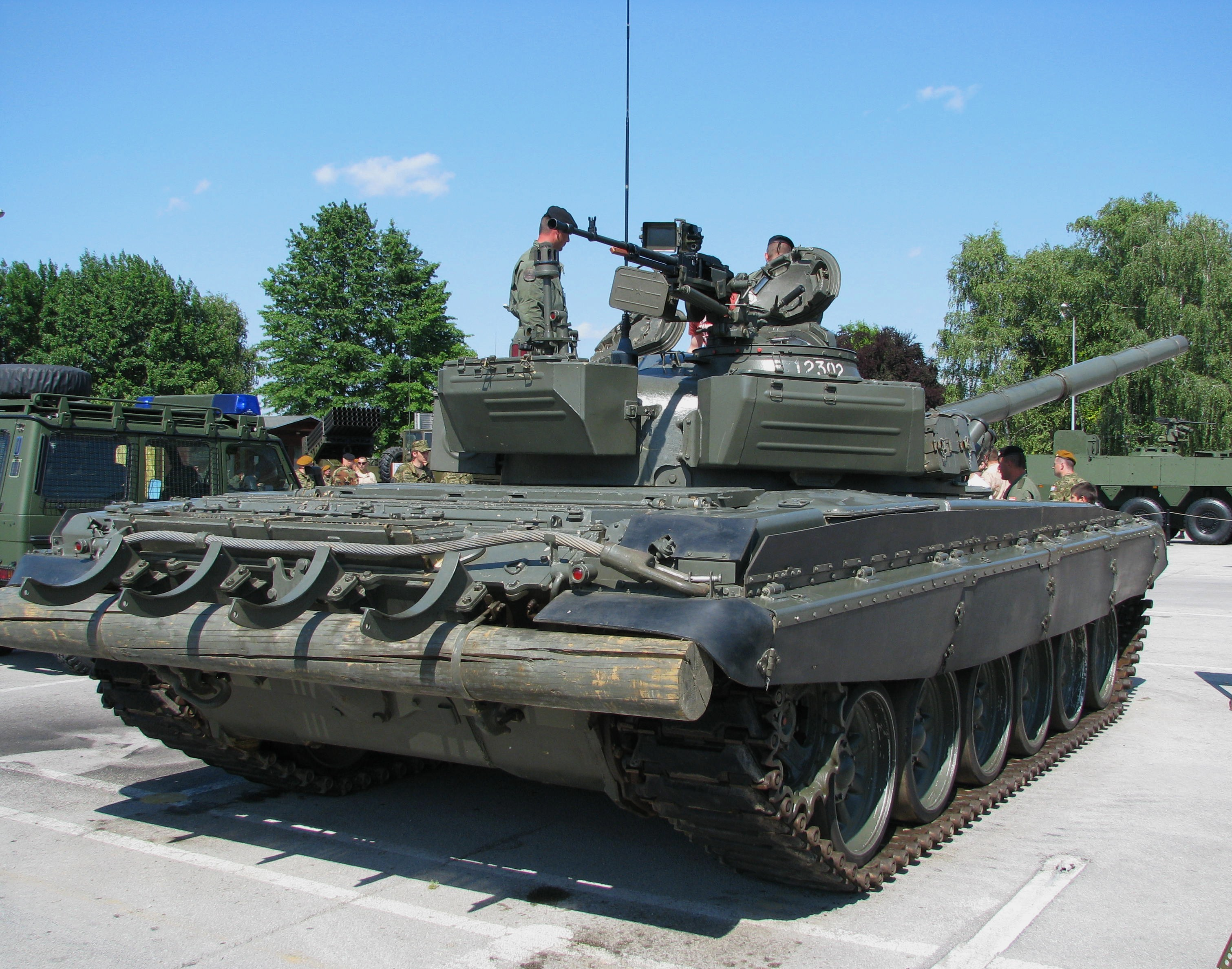
Kampfpanzer M-84 jugoslawischer Produktion
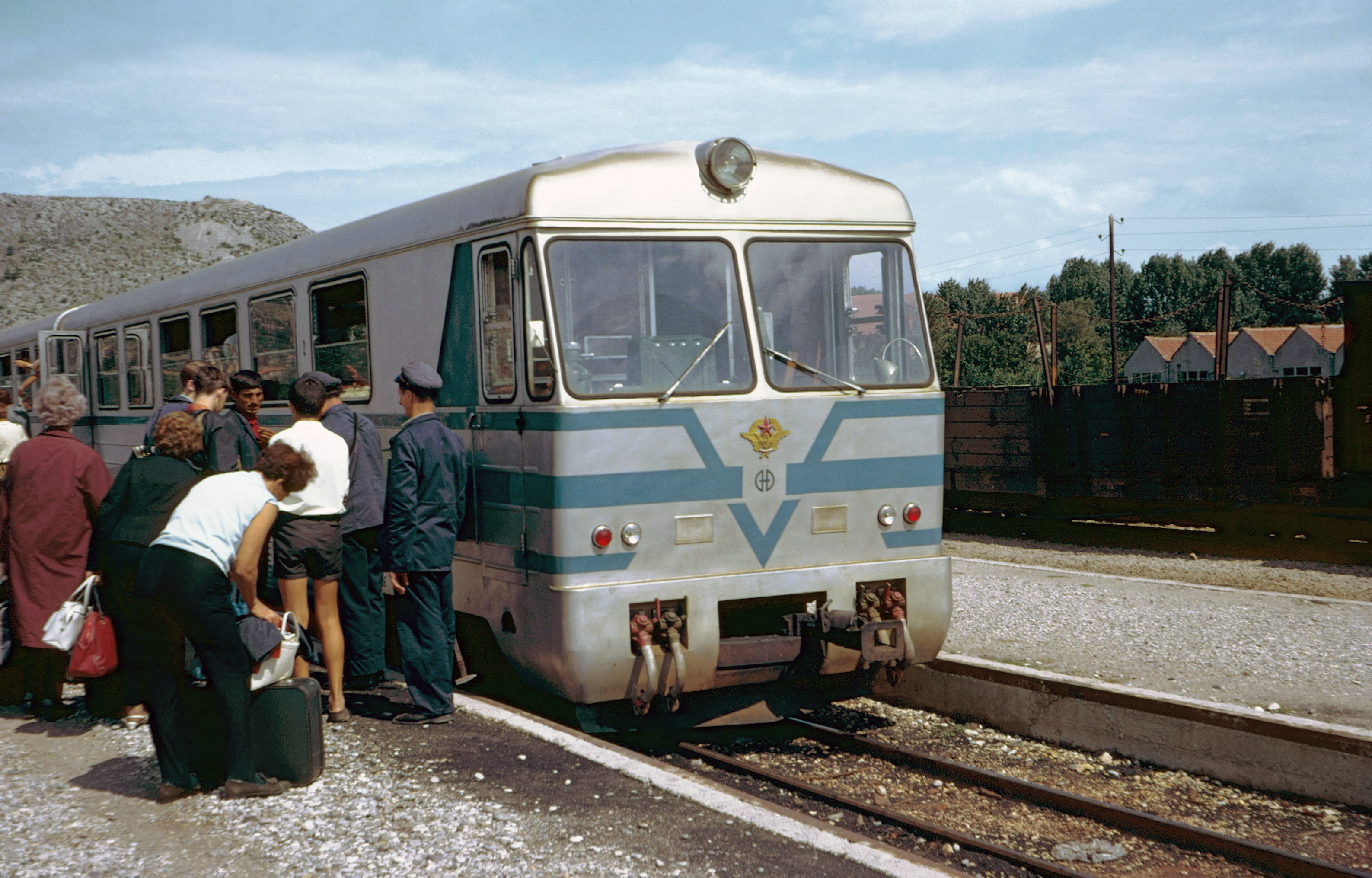
Dieseltriebwagen Baureihe 802 im Jahr 1968 in Čapljina